# Лінивцеподібні
Лінивцеподібні (Pilosa або, уніфіковано, Bradypodiformes) — ряд неповнозубих ссавців. Етимологія: лат. pilosus — «волохатий». Від броненосців, Cingulata вони відрізняються відсутністю броні. Спільним є бідна морфологія або рудиментність зубів.

## Класифікація
Order Pilosa
- Підряд Vermilingua
  - Родина Cyclopedidae
    - Cyclopes didactylus

  - Родина Myrmecophagidae
    - Myrmecophaga tridactyla
    - Tamandua mexicana
    - Tamandua tetradactyla
- Підряд Folivora
  - Родина Bradypodidae
    - Bradypus pygmaeus
    - Bradypus variegatus
    - Bradypus tridactylus
    - Bradypus torquatus

  - Родина Megalonychidae
    - Choloepus hoffmanni
    - Choloepus didactylus

  - Родина †Megatheriidae
  - Родина †Mylodontidae
  - Родина †Nothrotheriidae

## Поширення
Живуть у Південній та Центральній Америці.

## Морфологія
Маси тіла в межах від 178,66 грама до 30,6 кг. Повна довжина тіла від 17,72 см до 1,12 м. 

## Стиль життя
Vermilingua ("мурахоїди") й Folivora ("лінивці") високо адаптовані до конкретного способу життя й зовні істотно відрізняються один від одного. Мурахоїди беззубі тварини, які живуть на землі або на деревах і харчуються комахами. Сучасні лінивці короткохоботні, травоїдні тварини й мають до 20 гомодонтних зубів. Вони живуть на деревах, наземні лінивці вимерли.